# 尼昂 (肯塔基州萊徹縣)
尼昂（英語：Neon）是位於美國肯塔基州萊徹縣的一個非建制地區。

## 地理
尼昂所處的海拔為高於海平面396米（即1299英呎），而該地所採用的時區為UTC-5，即北美東部時區（EST）。同時該地設有夏令時間，為UTC-5調快一小時，即UTC-4（EDT）。